# Zeckenmühle
Zeckenmühle (früher auch Fichtenmühle genannt) ist ein Gemeindeteil der Gemeinde Mistelbach im Landkreis Bayreuth (Oberfranken, Bayern). Fichtenmühle liegt in der Gemarkung Mistelbach.

## Geografie
Die Einöde liegt am rechten Ufer der Mistel südwestlich vom Zeckenberg (405 m ü. NHN). Ein Anliegerweg führt nach Mistelbach zur Staatsstraße 2163 (0,3 km westlich).

## Geschichte
Zeckenmühle gehörte zur Realgemeinde Mistelbach. Gegen Ende des 18. Jahrhunderts bestand Zeckenmühle aus einem Anwesen. Die Hochgerichtsbarkeit stand dem bayreuthischen Stadtvogteiamt Bayreuth zu. Die Grundherrschaft über die Mühle hatte das Hofkastenamt Bayreuth.
Von 1797 bis 1810 unterstand der Ort dem Justiz- und Kammeramt Bayreuth. Mit dem Gemeindeedikt wurde Zeckenmühle dem 1812 gebildeten Steuerdistrikt Gesees und der zugleich gebildeten Ruralgemeinde Mistelbach zugewiesen.

### Einwohnerentwicklung
| Jahr      | 001819 | 001822 | 001861 | 001871 | 001885 | 001900 | 001925 | 001950 | 001961 | 001970 | 001987 | 002022 |
| Einwohner | *      | 8      | 8      | 13     | 7      | 11     | 10     | 22     | 6      | 14     | 5      | 16     |
| Häuser    |        | 1      |        |        | 1      | 1      | 1      | 2      | 2      |        | 2      |        |
| Quelle    | [ 9 ]  | [ 6 ]  | [ 10 ] | [ 11 ] | [ 12 ] | [ 13 ] | [ 14 ] | [ 15 ] | [ 16 ] | [ 17 ] | [ 18 ] | [ 1 ]  |

## Religion
Zeckenmühle ist evangelisch-lutherisch geprägt und nach St. Bartholomäus (Mistelbach) gepfarrt.